# Île Sedanka
L'île Sedanka (en aléoute : Sidaanax̂)  est une île du groupe des Îles Fox appartenant aux îles Aléoutiennes en Alaska (États-Unis).
D'une superficie de 103,31 km2, l'île est longue de 16,6 km et est inhabitée.